# Anexodus
Anexodus – rodzaj chrząszczy z rodziny kózkowatych i podrodziny zgrzypikowych.

## Zasięg występowania
Przedstawiciele tego rodzaju występują na Borneo.

## Systematyka
Do Anexodus należą 4 gatunki:
- Anexodus aquilus
- Anexodus sarawakensis
- Anexodus syptakovae
- Anexodus tufi